# Anping, Guangxi
Anping (kinesiska: 安平镇, 安平) är en köping i Kina. Den ligger i den autonoma regionen Guangxi, i den södra delen av landet, omkring 290 kilometer öster om regionhuvudstaden Nanning. Antalet invånare är 27302. Befolkningen består av 12 881 kvinnor och 14 421 män. Barn under 15 år utgör 28,0 %, vuxna 15-64 år 62 %, och äldre över 65 år 9,0 %.
Genomsnittlig årsnederbörd är 2 157 millimeter. Den regnigaste månaden är maj, med i genomsnitt 341 mm nederbörd, och den torraste är februari, med 39 mm nederbörd.